# Camuesa Verde
Camuesa Verde es el nombre de una variedad cultivar de manzano (Malus domestica). Esta manzana está cultivada en la Estación de fruticultura de Madridanos, así como en diversos viveros entre ellos algunos dedicados a conservación de árboles frutales en peligro de desaparición. Esta manzana es originaria de la Provincia de Zamora, donde tuvo su mejor época de cultivo comercial anteriormente a la década de 1960, y actualmente en menor medida aún se encuentra.

## Sinónimos
- "Manzana Camuesa Verde".[5][7][8]

## Historia
Gracias a la inversión de diversas empresas frutícolas catalanas en Castilla y León, se ha incrementado en gran medida la producción de manzanas selectas de mesa en esta Comunidad Autónoma. Según el "Anuario de Estadística Agraria de Castilla y León", desde el año 2000 al 2015 se ha duplicado la producción de manzanas de mesa de variedades selectas foráneas, pasando de los 18.634 toneladas registradas en el año 2000 hasta las 39.218 de 2015, último dato disponible. La provincia de Soria lidera la Comunidad, con casi el 45% del total, 17.000 toneladas. Le sigue León, con 12.200 toneladas y de lejos Zamora, con 4.750 toneladas, en cuarto lugar se sitúa Burgos, con 2.800 toneladas, y quinta Ávila, con 1.065 toneladas. A la cola, Segovia, Salamanca, y Valladolid, con 80, 75 y 47 toneladas, respectivamente.
'Camuesa Verde' es una variedad autóctona de Zamora, que por la competencia de otras variedades selectas, ha sido desbancado su cultivo al no poder competir con estas variedades ni en aspecto ni en costes de producción. Hay cientos de árboles semi abandonados por falta de cuidado y por la escasa rentabilidad de la recolección, ya que los consumidores compran las manzanas selectas foráneas de las grandes superficies de venta.
'Camuesa Verde' está considerada incluida en las variedades locales autóctonas muy antiguas, cuyo cultivo se centraba en comarcas muy definidas. Se caracterizaban por su buena adaptación a sus ecosistemas y podrían tener interés genético en virtud de su adaptación. Se encontraban diseminadas por todas las regiones fruteras españolas, aunque eran especialmente frecuentes en la España húmeda. Estas se podían clasificar en dos subgrupos: de mesa y de sidra (aunque algunas tenían aptitud mixta).
'Camuesa Verde' es una variedad clasificada como de mesa, difundido su cultivo en el pasado por los viveros comerciales y cuyo cultivo en la actualidad se ha reducido a huertos familiares y jardines privados.

## Características
El manzano de la variedad 'Camuesa Verde' tiene un vigor fuerte; porte semi erecto; tubo del cáliz estrecho, en forma de embudo con tubo largo y estrecho, y con los estambres insertos en su mitad.
La variedad de manzana 'Camuesa Verde' tiene un fruto de buen tamaño pequeño; forma cónica o tronco-cónica, a veces levemente acostillada y rebajada de un lado, asimétrica, y con contorno levemente irregular; piel fina, un poco grasa; con color de fondo verde intenso o claro, importancia del sobre color muy débil, color del sobre color rojo, reparto del sobre color en chapa, presenta chapa ausente o casi inapreciable rubor en la parte de la insolación, acusa punteado muy abundante, blanquecino entremezclado con verdoso, y una sensibilidad al "russeting" (pardeamiento áspero superficial que presentan algunas variedades) muy débil; pedúnculo corto, de grosor medio o notable y con engrosamiento en su extremo, leñoso, anchura de la cavidad peduncular medianamente amplia o estrecha, profundidad de la cavidad pedúncular profunda exenta de chapa, bordes suavemente ondulados, y con importancia del "russeting" en cavidad peduncular ausente; anchura de la cavidad calicina estrecha, profundidad de la cav. calicina muy poco profunda, casi superficial pero marcando más o menos la cubeta, fruncida moderadamente, bordes ondulados, perfilando un acostillado a lo largo del fruto, y con importancia del "russeting" en cavidad calicina ausente; ojo pequeño, cerrado o entreabierto; sépalos cortos, erectos, unidos formando nervadura, puntas vueltas o entremezcladas.
Carne de color blanco-verdosa; textura jugosa, levemente esponjosa; sabor característico de la variedad, agradable; corazón pequeño, semi-alargado; eje abierto; celdas alargadas, en forma semicircular; semillas abundantes, color oscuro, puntiagudas unas y romas otras.
La manzana 'Camuesa Verde' tiene una época de maduración y recolección muy tardía, en invierno, es una variedad que madura en el mes de diciembre hasta principios de enero. Se usa como manzana de mesa fresca.